# Rudolf Aeberly
Rudolf Aeberly, auch Rudolph Aeberly (* 17. Februar 1859 in Erlenbach, Kanton Zürich; † Dezember 1927 ebenda), war ein Schweizer Lyriker und Landwirt.

## Leben und Werk
Rudolph Aeberly wurde 1859 als Sohn eines Landwirts in Erlenbach am Zürichsee geboren. Der Tradition seines Vaters folgend, ergriff auch er den Beruf des Landwirtes. Als Bauer und Gastwirt lebte er in Erlenbach und wurde dort 1908 durch seinen Gedichtband Pflug und Saitenspiel auch als Bauerndichter bekannt. 1915 erschien sein zweiter Gedichtband unter dem Titel 22 Grenz- und Kriegslieder. Nach seinem Tod im Dezember 1927 wurden posthum in der Zürichsee-Zeitung, Nr. 301, am 24. Dezember die Gedichte aus seinem Nachlass veröffentlicht. Ein Jahr später gab H. Muggli die Werke im Auftrag der Erben noch einmal in dem Band Letzte Garbe. Aus dem Nachlass des verstorbenen Dichters auf dem Pflugstein Erlenbach gebündelt heraus.

## Schriften (Auswahl)

### Einzelbände
- Pflug und Saitenspiel: das Liederbuch; mit dem Porträt des Verfassers und dem Bild des Dichterhauses. Lyrik. Erlenbach 1908.
- 22 Grenz- und Kriegslieder. Lyrik. Erlenbach 1915.
- Letzte Garbe. Aus dem Nachlass des verstorbenen Dichters auf dem Pflugstein Erlenbach (Hrsg.) von H. Muggli. Lyrik. Verlag von Rudolph Aeberlys Erben, Erlenbach-Zürich 1928.